# Tetrisia
Tetrisia là một chi bướm đêm thuộc họ Noctuidae.

## Các loài
- Tetrisia florigera Walker, 1867
- Tetrisia tricolor Sulzer, 1776